# X-43
X-43 – bezzałogowy samolot eksperymentalny zbudowany przez agencję kosmiczną NASA, najszybszy samolot świata.
16 listopada 2004 roku pobił rekord prędkości dla samolotów bezzałogowych, osiągając na krótko prędkość mach 9,6 (11 854 km/h). W ten sposób pobity został poprzedni rekord prędkości, ustanowiony przez samolot X-15 3 października 1967, kiedy maszyna osiągnęła szybkość mach 6,72.

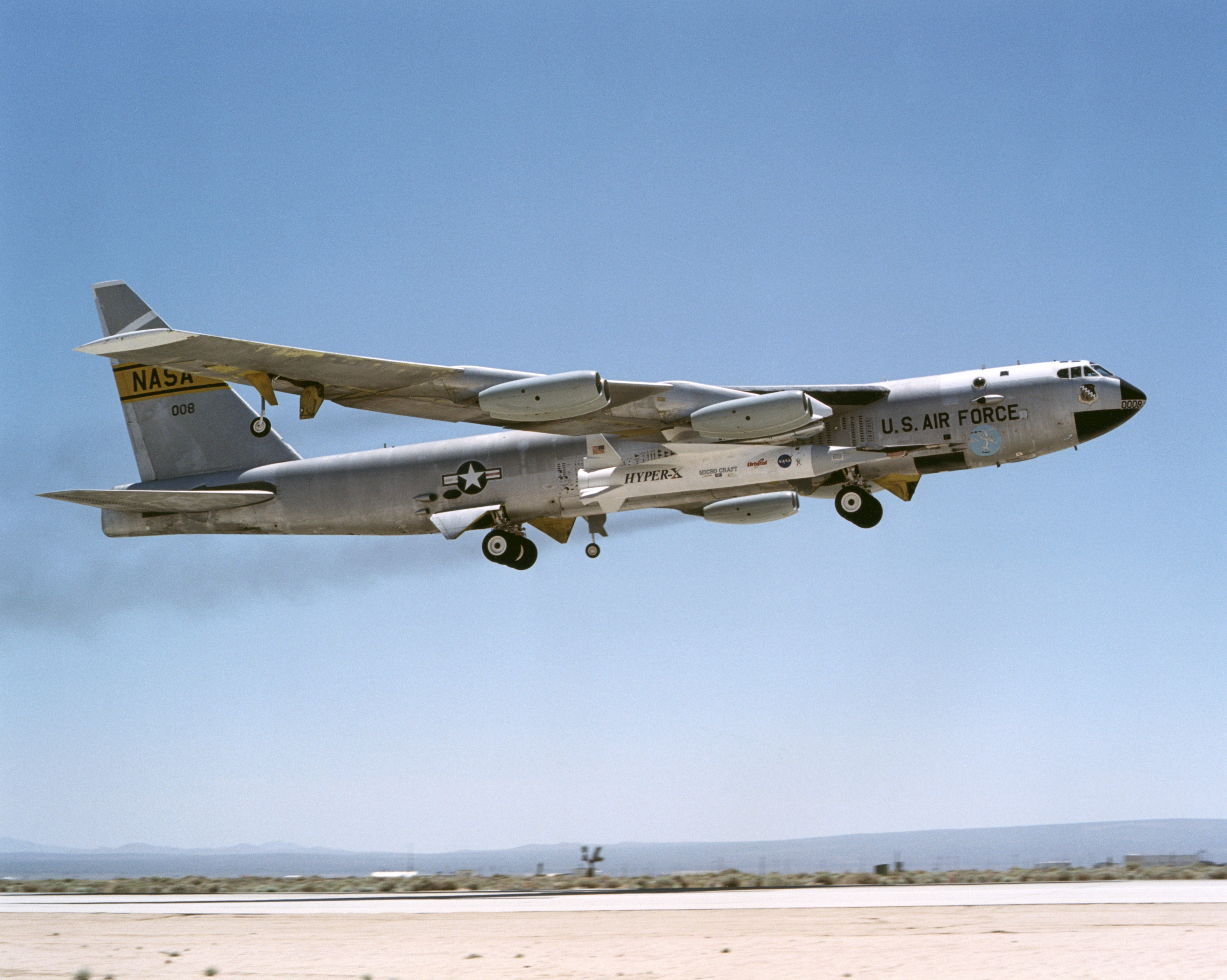
NB-52B numer 008 („Balls 8”) startuje z podwieszonym X-43 z Dryden Flight Research Center

Samolot X-43 napędzany jest przez silnik strumieniowy o naddźwiękowej prędkości spalania wykorzystujący do spalania tlen atmosferyczny, nie pobierając go ze zbiornika, co znaczne zmniejszyło jego masę. Silnik ten nie posiada żadnych ruchomych części. Powietrze wlatujące specjalną dyszą pod dziobem, jest sprężane wyłącznie dzięki samej prędkości oraz geometrii kanału wlotowego. Przelatując przez komorę spalania reaguje ze stanowiącym paliwo wodorem.
Ma długość 3,5 metra i rozpiętość skrzydeł 1,5 metra przy masie 1 tony.
Samolot został najpierw wyniesiony przez zmodyfikowany bombowiec B-52 na wysokość 12 km, po czym odłączył się wraz z rakietą Pegasus, a ta wyniosła prototyp na wysokość 33,5 km, rozpędzając go do około 6000 km/h. Następnie włączono właściwy silnik strumieniowy i samolot rozpędził się do rekordowej prędkości w ciągu około 10 sekund. Po osiągnięciu rekordowej szybkości, samolot spadł do oceanu i uległ zniszczeniu.